# E!
«E!» (формально англ. E! Entertainment Television) — американский кабельный и спутниковый телеканал, принадлежащий компании NBCUniversal.
По состоянию на август 2013 года его принимают в 96 472 000 домохозяйств Соединённых Штатов (84.48 % от всех домохозяйств страны).

## Международные версии канала
Азиатская версия канала существовала с 1997 года и была закрыта 31 декабря 2019 года.
В России канал «E! Entertainment» начал своё вещание 25 апреля 2014 года вместо канала «Diva Universal».. Канал просуществовал в эфире ровно год, и его вещание в России (вместе с «Universal Channel») было прекращено 30 апреля 2015 года в связи с уходом компании «NBCUniversal» с российского рынка..
Версия телеканала для Великобритании и Ирландии была закрыта 31 декабря 2023 года.